# 奶油泡芙 (貓)
奶油泡芙（英語：Creme Puff，1967年8月3日－2005年8月6日）是一隻雌性美國家貓，飼主為德克薩斯州奧斯汀的傑克·佩里（Jake Perry）。牠是有紀錄以來最老的貓，根據2010年版的吉尼斯世界紀錄，當牠去世年齡為38歲又3天。至少有一本書的合著者推測佩里的貓的長壽是否與特殊的飲食有關，例如培根、雞蛋、蘆筍、西蘭花和帶有濃厚奶油的咖啡。

## 外部連結
- 有關傑克·佩里和他的貓的紀錄片（页面存档备份，存于）（英文）